# سیارک ۵۴۹۷
سیارک ۵۴۹۷ (به انگلیسی: 5497 Sararussell، نامگذاری:1975SS) پنج هزار و چهارصد و نود و هفتمین سیارک کشف شده‌است که در ۳۰ سپتامبر ۱۹۷۵ کشف شد.